# Juan Cordero
Juan Nepomuceno María Bernabé del Corazón de Jesús Cordero de Hoyos (Teziutlán, Puebla, 10 de junio de 1824 - Popotla, Ciudad de México, 29 de mayo de 1884) fue un pintor mexicano perteneciente a la Escuela Clásica que obtuvo amplio reconocimiento en Roma y Florencia por obras como El Regreso de Colón en América y un Moisés que fueron reproducidas en grabado por toda Italia, y célebre por un retrato de Dolores Tosta, esposa de Antonio López de Santa Anna (1855) entre otras obras.

## Inicios
Nació del matrimonio formado por Tomás Cordero y María Dolores de Hoyos y Mier quienes pretendieron dedicarlo al comercio pero al reconocer la vocación de su hijo lo inscribieron en la Academia de San Carlos en la Ciudad de México. En 1844 ya era un buen dibujante y con una Beca del gobierno marchó con su familia a Europa permaneciendo en Roma de 1844 hasta 1853. Al llegar a la ciudad eterna fue inscrito en la Academia de San Lucas donde fue discípulo de Pelegrín Clavé, más tarde su rival artístico, y de Natal de Carta quienes lo introdujeron a la Escuela Clásica. En 1845 mereció un honroso premio y para 1846 obtuvo el primer lugar entre numerosos y distinguidos pintores.

## Obra en Roma
El general Anastasio Bustamante quien a la sazón se encontraba en Roma, viendo las notables cualidades artísticas de Cordero, lo ayudó en cuanto pudo. En el mismo año de su llegada a Europa, Cordero fue nombrado por el Gobierno Mexicano agregado a la legación cerca de la Corte Pontificia; y más tarde en 1846 la Academia de San Carlos le concedió una pensión para alentarlo en sus trabajos. Cordero correspondió con estos apoyos enviando periódicamente algunas de sus obras a su patria. 
Las más destacadas obras de este periodo fueron:
- Grupo de niños
- Una princesa napolitana
- Una cabeza de Orestes
- Una madona romana
- Jesús en el templo, se encontraba en la iglesia de Jesús María de México
- Retrato de los jóvenes escultores Pérez y Valencia (1847) que tiene interés por reproducir los tipos mexicanos en la pintura clásica.
- Moisés en Rafidín (1847).[2]
- Autorretrato, que encabeza este artículo (1847).[3]
- Retrato de los arquitectos Agea (1847).
- La Mora (1850).
- La Anunciación (1850), de inspiración rafaelesca.
- Colón ante los Reyes Católicos (1851), de gran formato que dedicó a la Academia de México entre otros cuadros de gran dimensión como:
- El Redentór y La Mujer Adúltera (1853) que trajo consigo a su regreso al país siendo exhibidos con gran éxito.

| |  |  |  |  |  |
| La primera corresponde al Regreso de Colón ante los Reyes Católicos, la segunda a retrato de niños, la tercera es una Dama Napolitana, la cuarta un retrato de los jóvenes arquitectos Agea y la última Jesús y la Mujer ádultera |  |  |  |  |  |

### Reconocimiento en Italia
Los cuadros de mayor reconocimiento quizá sean el Moisés que pintó en 1847 que fue muy alabado, y su Regreso de Colón de América, que fue pedido de Florencia para ser admirado. De este último cuadro se ocupó toda la prensa italiana y la prensa mexicana reprodujo los elogios en honor del artista.
El Moises y el Colón se reprodujeron en grabado por toda Italia, y Florencia recibió con honores a su autor cuando fue a visitar y a estudiar las galerías de los Oficios y el Palacio Pitti. Por último fue admitido en la Congregación de pintores virtuosi de Roma.

## Regreso a México

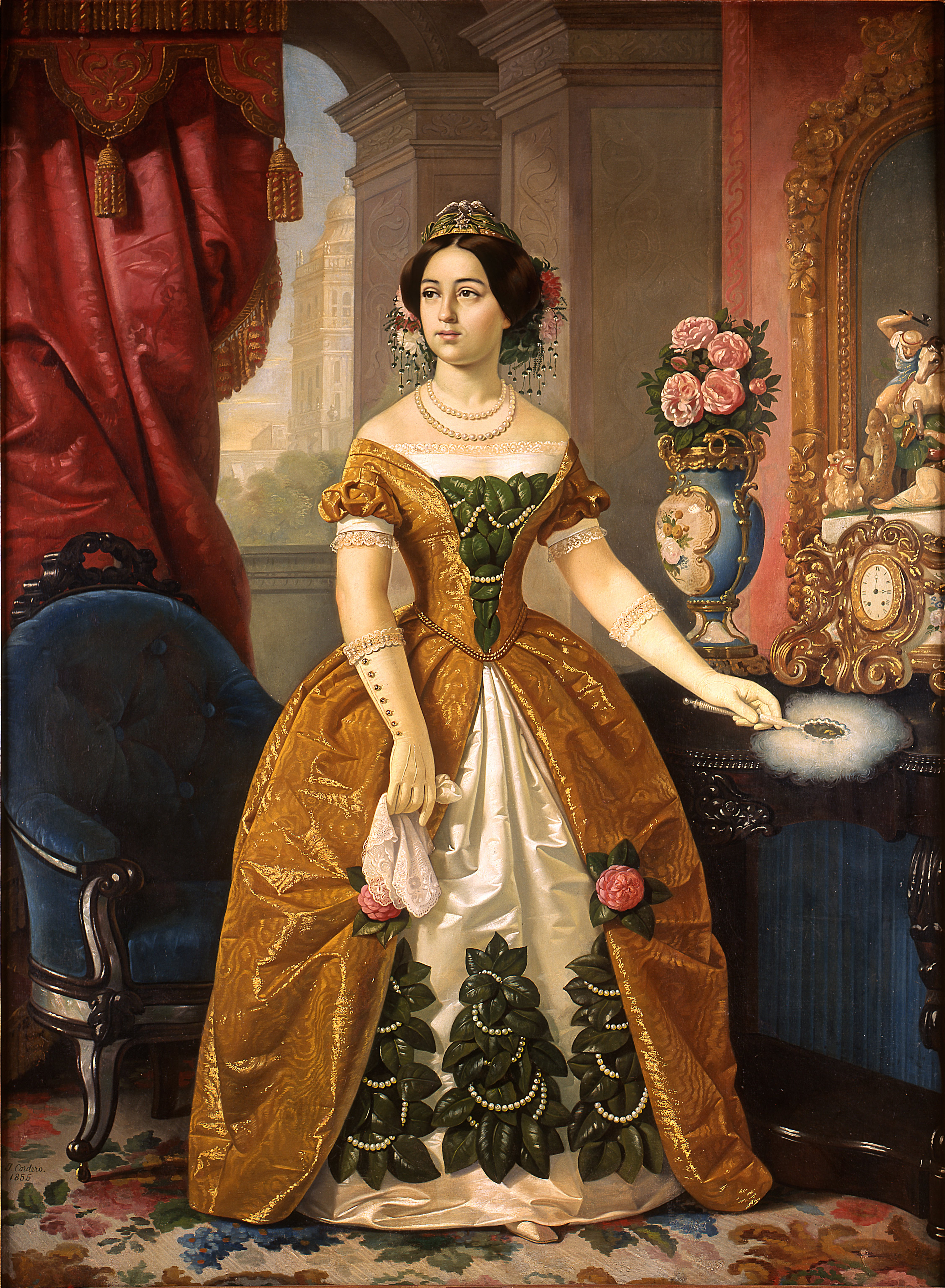
Retrato de la Sra. Doña Dolores Tosta de Santa Anna. Cordero supo dar un aire imperial a la joven esposa del general Santa Anna, obra académica pero de inconfundible carácter mexicano. (1855).

Cordero volvió en 1853 con dos grandes cuadros dedicados a la Academia de México: El Redentor y La Mujer Adúltera que fueron exhibidos con gran éxito, pero causaron gran rivalidad con su director Pelegrí Clavé, al grado de dividir la crítica y al público, unos por admiración a Clavé y otros a Cordero, pero además asomaban las intenciones políticas, ya que Cordero era mexicano y liberal, mientas que Clavé era español y conservador. Cordero se empeñó en desplazarlo para ocupar la dirección de pintura de la Academia y estuvo a punto de conseguirlo. Había pintado un retrato ecuestre del Gral. Santa Anna (1855) quien secundó sus deseos de acceder a la dirección, pero la Junta Directiva de la Academia defendió al pintor español, quien quedó en su puesto. Cordero pintó también para Santa Anna el retrato de su esposa doña Dolores Tosta (1855).
Cordero se dedicó a realizar pinturas murales, primero un medio punto para la Iglesia de Jesús María, después las pinturas de la Iglesia de Santa Teresa la Antigua, destruida antes por un temblor de tierra en 1845 y reconstruida por Lorenzo de la Hidalga, quien levantó una interesante cúpula de doble bóveda con un gran óculo la primera; hoy día se puede ver intacta la pintura de Cordero. 
Cordero decoró entre 1858 y 1859 la cúpula de la Iglesia de San Fernando, de concepción diferente a la anterior. Fue amigo de Gabino Barreda filósofo introductor del positivismo en México, de quien pintó un retrato, e inspirado por él ejecutó en la Escuela Nacional Preparatoria (San Ildefonso) el primer mural de tema filosófico y de vanguardia (1874) hoy desaparecido. Al año siguiente exhibió Stella Matutina y un cuadro con retratos: Las hijas de Don Manuel Cordero, con lo que fue su última aparición pública.
Como homenaje a su memoria se organizó una exposición de 46 de sus obras en el Palacio de Bellas Artes en 1945.